# Convento de Nossa Senhora da Orada
O Convento de Nossa Senhora da Orada está situado numa soberba planície alentejana junto à Aldeia do Telheiro e da vila medieval de Monsaraz.
Pertence à Ordem dos Eremitas Descalços de Santo Agostinho (Agostinhos Descalços) e começou a ser construído no ano de 1700 pelo Prior João Calvário.

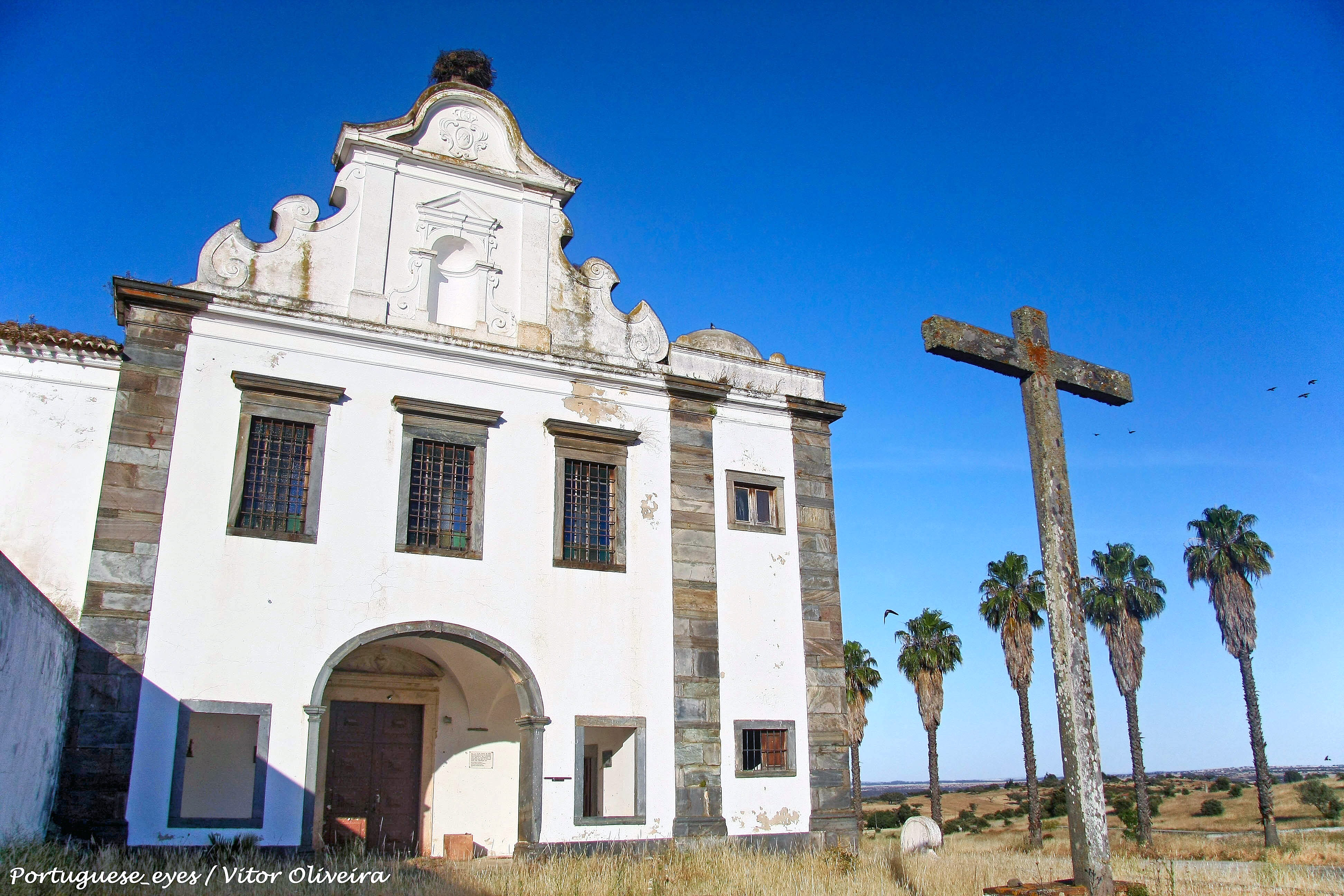
Convento de Nossa Senhora da Orada

Uma vez que é um edifício de grandes dimensões, apenas foi inaugurado 41 anos depois, em 1741, devido em grande parte aos esforços dos priores da freguesia de Santiago e do Convento.
Ali esteve albergada, até ao princípio do séc. XIX, a Ordem dos Agostinhos Descalços.
Em 1755, o edifício foi afetado pelo grande sismo.
Recentemente foi recuperado pela "Fundação Convento da Orada" cujo objetivo principal é promover e salvaguardar o Património Arquitetónico, Cultural e Artístico.
Hoje funciona como um Hotel Rural, possui também um Museu Arqueológico e diversas salas para exposições e eventos.
A fachada faz lembrar o estilo barroco da época de D. João V.

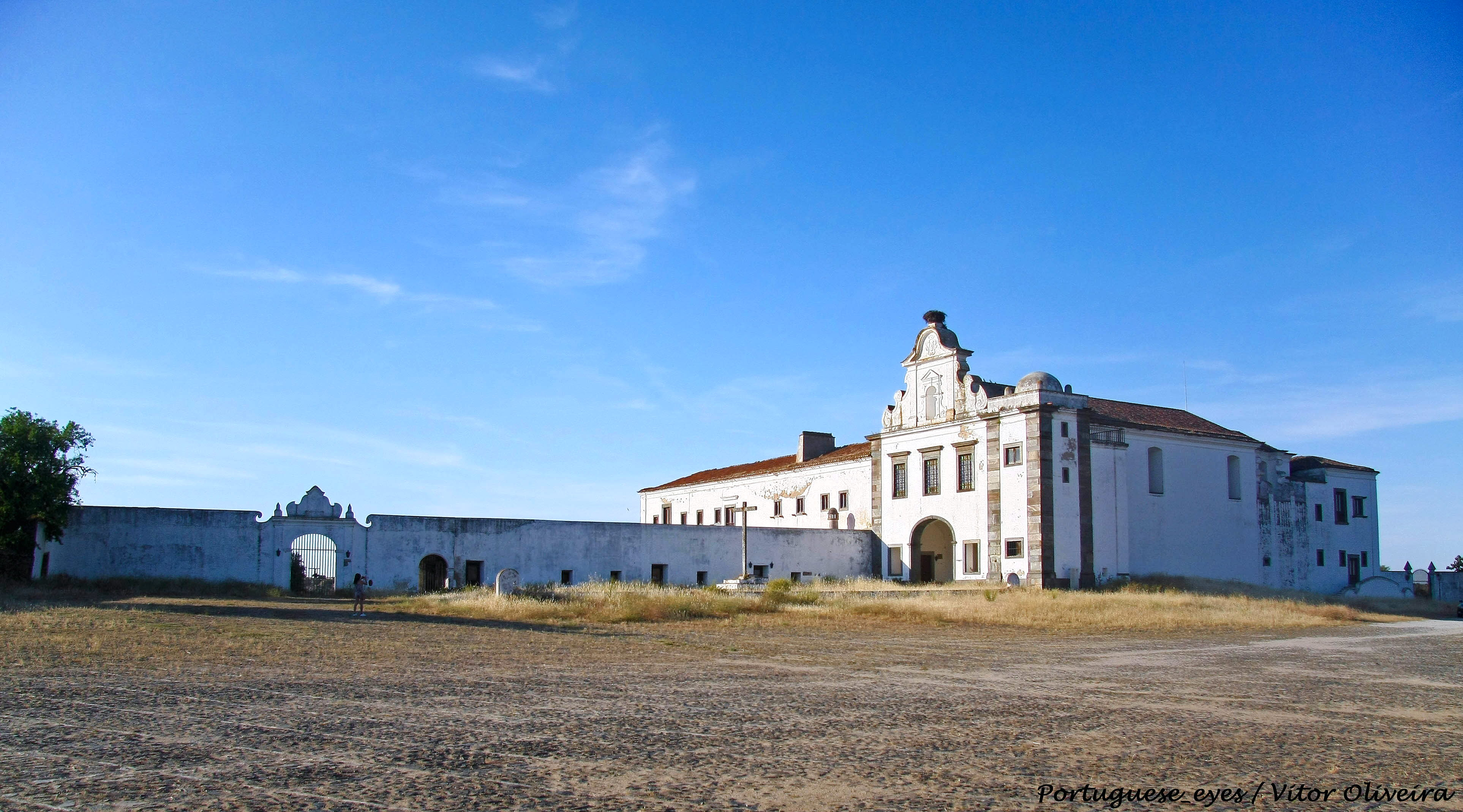

O alpendre é formado por um grande arco e duas amplas janelas laterais com altas pilastras de ardósia que contornam três janelas de cornijas.
A nave está pavimentada com tijoleira regional e possui uma arquitetura e ornamentação própria dos edifícios monásticos daquela época pela sua falta de decoração interior.
A capela-mor é antecedida por um enorme arco triunfal.
O Convento da Orada deve o seu nome a D. Nuno Álvares Pereira, que ali rezava antes de partir para as batalhas contra Castela.